# Zale colorado
Zale colorado är en fjärilsart som beskrevs av Smith 1909. Zale colorado ingår i släktet Zale och familjen nattflyn. Inga underarter finns listade i Catalogue of Life.